# Teodureto Carlos de Faria Souto
Teodureto Carlos de Faria Souto (Ipu, 3 de outubro de 1841 — Rio de Janeiro, 11 de agosto de 1893) foi um jornalista e político brasileiro.
Filho de José Francisco Souto Barateiro e de Ursulina Ferreira Passos, nasceu e foi batizado "em perigo de morte" na extinta freguesia de São Gonçalo da Serra dos Cocos, então sediada em Ipu, em 20 de janeiro de 1842. A dita freguesia foi extinta em 27 de outubro de 1883, sendo criadas em seu lugar as freguesias de Nossa Senhora da Conceição de Ipueiras e a de São Sebastião do Ipu. A igreja de São Gonçalo passou a ser capela da freguesia de Ipueiras.
Foi bacharel pela Faculdade de Direito do Recife em 1865. Foi nomeado coletor municipal de Fortaleza, mas, exonerado no governo Homem de Melo, seguiu com os pais para o Rio de Janeiro e pôs banca de advogado em Cantagalo, onde, em 24 de julho de 1869, casou-se com Elisa Dietrich (1846 - 1923).
Foi deputado geral pela província do Ceará de 1878 a 1881, no ministério de João Lins Vieira Cansanção de Sinimbu. Foi presidente das províncias de Santa Catarina, nomeado por carta imperial de 10 de fevereiro de 1883, de 28 de fevereiro a 29 de agosto de 1883, e do Amazonas, de 11 de março a 12 de julho de 1884, período no qual assinou a abolição da escravidão na província, em 10 de julho..
Nas eleições de 1884, voltou a ser candidato a deputado geral no Ceará, sendo apoiado pelos abolicionistas. Mas não foi eleito.
Na República foi presidente do Banco do Brasil e senador pelo Ceará em 1891.